# CHS Inc.
CHS Inc. er et amerikansk kooperativ, der ejes af amerikanske landbrugskooperativer, landmænd og øvrige aktionærer. De ejer og driver flere anlæg til fødevarebearbejdning og grossisthandel. De handler med landbrugsudstyr, har finansiel servicevirksomhed og detailhandel. De driver også olie- og benzinselskabet Cenex i 19 amerikanske stater. De er sammen med Mitsui & Co. medejere af Ventura Foods, der fremstiller vegetabilske olier.
CHS' historie begyndte i 1931 med etableringen af National Farmers Union centralbørs i Saint Paul. Senere blev Cenex den primære virksomhed.